# نیو ارا کپ
نیو ارا کپ (انگلیسی: New Era Cap) شرکت پوشاک آمریکایی است، که در سال ۱۹۲۰ توسط ادوارد کوچ تأسیس شد.